# Isthmian League (angol labdarúgó-bajnokság)
A Isthmian League London, Kelet-Anglia és Délkelet-Anglia, többnyire fél-profi klubjai számára kiírt regionális ligája. A velük párhuzamosan futó Northern Premier League és a Southern League bajnokságaival együtt bonyolítják le az angol labdarúgó-bajnokságok hetedik és nyolcadik szintjét.
Legfelsőbb osztálya a Premier Division, amely alatt a nyolcadik osztályt, a Division One North és Division One South csapatai képviselik. A divíziók összesen 72 klub részvételét biztosítják a ligában.

## Története
A liga megalakulása előtt az amatőr együttesek csak egy kuparendszer keretében tudtak mérkőzéseket játszani.
1905. március 8-án, hat labdarúgócsapat hozta létre a ligát, de pár évvel később már 14 klub neve szerepelt a kiíráson. A bajnoki küzdelmeket, ugyan London amatőr csapatai részére szervezték, de egyre több kelet- és délkelet-angliai együttes érdeklődött a sorozat iránt.
1973-ban rendezték meg az első másodosztályú megmérettetést, 1977-ben pedig már a harmadik vonalat is beépítették a bajnokság rendszerébe.
Az amatőrizmus iránt erősen elkötelezett liga, az évek során kénytelen volt beletörődni a csapatok fél-profivá válásába, igaz a bajnok a mai napig sem kap kupát, vagy érmet az érdemei elismeréséért.

### Az Isthmian League alapító tagjai

A hetedosztály területi felosztása

A nyolcadosztály területi felosztása

- Casuals
- Civil Service
- Clapton
- Ealing Association
- Ilford
- London Caledonians

## A bajnokság rendszere
Mindegyik részt vevő két alkalommal mérkőzik meg ellenfelével.
A győztes 3 ponttal lesz gazdagabb, döntetlen esetén 1 pontot kap mindkét csapat, a vereségért nem jár pont.
Premier Division: 
A bajnokság első helyezettje a következő évben a National League South résztvevőjeként szerepelhet, a rájátszásban győztes csapattal együtt. Az utolsó négy helyezett a másodosztály (Division One) északi- vagy déli sorozatában folytathatja.
Division One North:
Az első helyezett és a rájátszás győztese jogosult az első osztályú (Premier Division) részvételre. Két csapat esik ki és a kilencedik osztályban folytatja a továbbiakban. A két kieső általában a Essex Senior Football League tagja lesz, a területi besorolásoktól függően.
Division One South:
A bajnok és a rájátszás győztese feljut az első osztályba (Premier Division), míg a három kieső távozik a londoni, vagy a délkelet-, ill. kelet-angliai kilencedik osztályba, ahol a Combined Counties Football League, Eastern Counties Football League, Essex Senior Football League, Southern Combination Football League, Southern Counties East Football League vagy Spartan South Midlands Football League bajnokságaiban folytatják a következő szezonban.
A bajnokság osztályait több alkalommal is átszervezték, vagy más-más névvel illették, míg végleges formáját elnyerte. 2006-tól északi és déli régiókra osztották a második vonalat. Korábbi elnevezései az alábbi listában olvashatóak:
- 1905–1973-ig:  Isthmian League
- 1973–1977-ig:  First Division,  Second Division
- 1977–1984-ig:  Premier Division,  First Division,  Second Division
- 1984–1991-ig:  Premier Division,  First Division,  Second Division North / Second Division South
- 1991–2002-ig:  Premier Division,  First Division,  Second Division,  Third Division
- 2002–2004-ig:  Premier Division,  Division One North / Division One South,  Division Two
- 2004–2006-ig:  Premier Division,  Division One,  Division Two
- 2006–napjainkig:  Premier Division,  Division One North / Division One South

## A 2016-17-es szezon résztvevői

### Premier Division
| Csapat                 | Alapítás éve | Város                | Stadion                    | Kapacitás |
| ---------------------- | ------------ | -------------------- | -------------------------- | --------- |
| Billericay Town        | 1880         | Billericay           | New Lodge                  | 3 500     |
| Bognor Regis Town      | 1883         | Bognor Regis         | Nyewood Lane               | 4 500     |
| Burgess Hill Town      | 1882         | Burgess Hill         | Leylands Park              | 2 500     |
| Canvey Island          | 1926         | Canvey Island        | Park Lane)                 | 4 500     |
| Dulwich Hamlet         | 1893         | Dulwich              | Champion Hill              | 3 000     |
| Enfield Town           | 2001         | Enfield Town         | Queen Elizabeth II Stadion | 2 500     |
| Folkestone Invicta     | 1936         | Folkestone           | Cheriton Road              | 4 000     |
| Grays Athletic         | 1890         | Grays                | The Mill Field             | 1 100     |
| Harlow Town            | 1879         | Harlow               | The Harlow Arena           | 3 500     |
| Harrow Borough         | 1933         | South Harrow         | Earlsmead Stadion          | 3 070     |
| Havant & Waterlooville | 1998         | Havant               | West Leigh Park            | 5 250     |
| Hendon                 | 1908         | Hendon               | Silver Jubilee Park        | 1 990     |
| Kingstonian            | 1885         | Kingston upon Thames | Kingsmeadow                | 4 850     |
| Leatherhead            | 1907         | Leatherhead          | Fetcham Grove              | 3 400     |
| Leiston                | 1880         | Leiston              | Victory Road               | 2 500     |
| Lowestoft Town         | 1887         | Lowestoft            | Crown Meadow               | 3 000     |
| Merstham               | 1892         | Merstham             | Moatside                   | 2 000     |
| Metropolitan Police    | 1919         | Molesey              | Imber Court                | 3 000     |
| Needham Market         | 1919         | Needham Market       | Bloomfields                | 4 000     |
| Staines Town           | 1892         | Staines-upon-Thames  | Wheatsheaf Park            | 3 009     |
| Sudbury                | 1999         | Sudbury              | King's Marsh               | 2 500     |
| Tonbridge Angels       | 1947         | Tonbridge            | Longmead Stadion           | 5 000     |
| Wingate & Finchley     | 1991         | Finchley             | The Harry Abrahams Stadion | 1 500     |
| Worthing               | 1886         | Worthing             | Woodside Road              | 2 000     |

### Division One North
| Csapat                | Alapítás éve | Város           | Stadion                           | Kapacitás |
| --------------------- | ------------ | --------------- | --------------------------------- | --------- |
| AFC Hornchurch        | 2005         | Hornchurch      | Hornchurch Stadion                | 3 500     |
| Aveley                | 1927         | Aveley          | The Mill Field                    | 1 100     |
| Bowers & Pitsea       | 2003         | Pitsea          | Len Salmon Stadion                | 2 000     |
| Brentwood Town        | 1954         | Brentwood       | The Brentwood Centre Arena        | 1 800     |
| Brightlingsea Regent  | 2005         | Brightlingsea   | North Road)                       | 1 000     |
| Bury Town             | 1872         | Bury St Edmunds | Ram Meadow                        | 3 500     |
| Cheshunt              | 1946         | Cheshunt        | Cheshunt Stadion                  | 3 000     |
| Dereham Town          | 1884         | Dereham         | Aldiss Park                       | 2 500     |
| Great Wakering Rovers | 1919         | Great Wakering  | Burroughs Park                    | 2 500     |
| Haringey Borough      | 1973         | Tottenham       | Coles Park                        | 1 500     |
| Heybridge Swifts      | 1880         | Heybridge       | Scraley Road                      | 3 000     |
| Maldon & Tiptree      | 1946         | Maldon          | Wallace Binder Ground             | 2 000     |
| Norwich United        | 1903         | Blofield        | Plantation Park                   | 3 000     |
| Phoenix Sports        | 1935         | Barnehurst      | Phoenix Sports Ground Danson Park |           |
| Romford               | 1876         | Romford         | Ship Lane                         | 3 500     |
| Soham Town Rangers    | 1947         | Soham           | Julius Martin Lane                | 2 000     |
| Thamesmead Town       | 1969         | Thamesmead      | Bayliss Avenue                    | 6 000     |
| Thurrock              | 1985         | Aveley          | Ship Lane                         | 3 500     |
| Tilbury               | 1889         | Tilbury         | Chadfields                        | 4 000     |
| VCD Athletic          | 1916         | Crayford        | The Oakwood Old Road              | 1 180     |
| Waltham Abbey         | 1944         | Waltham Abbey   | Capershotts                       | 3 500     |
| Ware                  | 1892         | Ware            | Wodson Park                       | 3 300     |
| Witham Town           | 1876         | Witham          | Village Glass                     | 2 500     |
| Wroxham               | 1892         | Wroxham         | Trafford Park                     | 2 000     |

### Division One South
| Csapat                   | Alapítás éve | Város            | Stadion                   | Kapacitás |
| ------------------------ | ------------ | ---------------- | ------------------------- | --------- |
| Carshalton Athletic      | 1905         | Carshalton       | Colston Avenue            | 5 000     |
| Chatham Town             | 1894         | Chatham          | The Sports Ground         | 5 000     |
| Chipstead                | 1906         | Chipstead        | High Road                 | 2 000     |
| Corinthian-Casuals       | 1939         | Burgess Hill     | King George's Fields      | 2 700     |
| Cray Wanderers           | 1860         | Bromley          | The Hayes Lane            | 6 000     |
| Dorking Wanderers        | 1999         | Dorking          | Westhumble Playing Fields | 2 000     |
| East Grinstead Town      | 1890         | East Grinstead   | East Court                | 1 000     |
| Faversham Town           | 1884         | Faversham        | Shepherd Neame            | 2 000     |
| Godalming Town           | 1950         | Godalming        | Weycourt                  | 3 000     |
| Greenwich Borough        | 1928         | Dartford         | DGS Marine Stadion        |           |
| Guernsey                 | 2011         | Guernsey         | Footes Lane               | 5 000     |
| Hastings United          | 1894         | Hastings         | The Pilot Fields          | 4 050     |
| Herne Bay                | 1886         | Herne Bay        | Winch's Field             | 4 000     |
| Horsham                  | 1871         | Horsham          | Gorings Mead              | 1 500     |
| Hythe Town               | 1992         | Hythe            | Reachfields               | 3 000     |
| Lewes                    | 1885         | Lewes            | The Dripping Pan          | 3 000     |
| Molesey                  | 1953         | Molesey          | Walton Road               | 4 000     |
| Ramsgate                 | 1886         | Ramsgate         | Southwood Stadion         | 2 500     |
| Sittingbourne            | 1886         | Sittingbourne    | Woodstock Park            |           |
| South Park               | 1897         | Reigate          | King George's Field       | 2 000     |
| Three Bridges            | 1901         | Crawley          | Jubilee Field             | 1 500     |
| Tooting & Mitcham United | 1932         | Morden           | Imperial Fields           | 3 500     |
| Walton Casuals           | 1886         | Walton-on-Thames | Church Road               | 2 000     |
| Whyteleafe               | 1946         | Whyteleafe       | Church Road               | 2 000     |

## Isthmian League-bajnoki címek
| Csapat                     | Premier Division | Division One North | Division One South | First Division Division One | Second Division Two | Second Division North | Second Division South | Third Division | Összesen |
| -------------------------- | ---------------- | ------------------ | ------------------ | --------------------------- | ------------------- | --------------------- | --------------------- | -------------- | -------- |
| Leytonstone                | 9                |                    |                    |                             |                     |                       |                       |                | 9        |
| Enfield                    | 8                |                    |                    |                             |                     |                       |                       |                | 8        |
| Wimbledon                  | 8                |                    |                    |                             |                     |                       |                       |                | 8        |
| Wycombe Wanderers          | 8                |                    |                    |                             |                     |                       |                       |                | 8        |
| Dagenham & Redbridge       | 4                |                    |                    | 2                           | 1                   |                       |                       |                | 7        |
| London Caledonians         | 6                |                    |                    |                             |                     |                       |                       |                | 6        |
| Dulwich Hamlet             | 4                |                    | 1                  | 1                           |                     |                       |                       |                | 6        |
| Sutton United              | 5                |                    |                    |                             |                     |                       |                       |                | 5        |
| Bromley                    | 4                |                    |                    |                             |                     |                       |                       |                | 4        |
| Ilford                     | 3                |                    |                    |                             | 1                   |                       |                       |                | 4        |
| Kingstonian                | 3                |                    | 1                  |                             |                     |                       |                       |                | 4        |
| St Albans City             | 3                |                    |                    | 1                           |                     |                       |                       |                | 4        |
| Canvey Island              | 1                |                    |                    | 1                           | 2                   |                       |                       |                | 4        |
| Chesham United             | 1                |                    |                    | 2                           |                     | 1                     |                       |                | 4        |
| Stevenage Borough          | 1                |                    |                    | 1                           |                     | 2                     |                       |                | 4        |
| Walthamstow Avenue         | 3                |                    |                    |                             |                     |                       |                       |                | 3        |
| Clapton                    | 2                |                    |                    |                             | 1                   |                       |                       |                | 3        |
| Tooting & Mitcham United   | 2                |                    |                    |                             | 1                   |                       |                       |                | 3        |
| Aldershot Town             | 1                |                    |                    | 1                           |                     |                       |                       | 1              | 3        |
| Farnborough Town           | 1                |                    |                    | 1                           | 1                   |                       |                       |                | 3        |
| Yeading                    | 1                | 1                  |                    |                             |                     |                       | 1                     |                | 3        |
| Boreham Wood               |                  |                    |                    | 2                           | 1                   |                       |                       |                | 3        |
| Worthing                   |                  |                    |                    | 1                           | 2                   |                       |                       |                | 3        |
| Hampton & Richmond Borough | 2                |                    |                    |                             |                     |                       |                       |                | 2        |
| Hendon                     | 2                |                    |                    |                             |                     |                       |                       |                | 2        |
| Nunhead                    | 2                |                    |                    |                             |                     |                       |                       |                | 2        |
| Slough Town                | 2                |                    |                    |                             |                     |                       |                       |                | 2        |
| Yeovil Town                | 2                |                    |                    |                             |                     |                       |                       |                | 2        |
| Billericay Town            | 1                |                    |                    |                             | 1                   |                       |                       |                | 2        |
| Dartford                   | 1                | 1                  |                    |                             |                     |                       |                       |                | 2        |
| Dover Athletic             | 1                |                    | 1                  |                             |                     |                       |                       |                | 2        |
| Harrow Borough             | 1                |                    |                    | 1                           |                     |                       |                       |                | 2        |
| Maidstone United           | 1                |                    | 1                  |                             |                     |                       |                       |                | 2        |
| Wealdstone                 | 1                |                    |                    |                             |                     |                       |                       | 1              | 2        |
| Whitehawk                  | 1                |                    | 1                  |                             |                     |                       |                       |                | 2        |
| Woking                     | 1                |                    |                    |                             |                     |                       | 1                     |                | 2        |
| Bishop's Stortford         |                  |                    |                    | 2                           |                     |                       |                       |                | 2        |
| Croydon Athletic           |                  |                    | 1                  |                             |                     |                       |                       | 1              | 2        |
| East Thurrock United       |                  | 1                  |                    |                             |                     |                       |                       | 1              | 2        |
| Ford United                |                  |                    |                    | 1                           |                     |                       |                       | 1              | 2        |
| Grays Athletic             |                  | 1                  |                    |                             |                     |                       | 1                     |                | 2        |
| Hemel Hempstead Town       |                  |                    |                    |                             | 1                   |                       |                       | 1              | 2        |
| Lewes                      |                  |                    | 1                  |                             | 1                   |                       |                       |                | 2        |
| Staines Town               |                  |                    |                    | 1                           | 1                   |                       |                       |                | 2        |
| Wivenhoe Town              |                  |                    |                    | 1                           |                     | 1                     |                       |                | 2        |
| Barking                    | 1                |                    |                    |                             |                     |                       |                       |                | 1        |
| Braintree Town             | 1                |                    |                    |                             |                     |                       |                       |                | 1        |
| Chelmsford City            | 1                |                    |                    |                             |                     |                       |                       |                | 1        |
| Gravesend & Northfleet     | 1                |                    |                    |                             |                     |                       |                       |                | 1        |
| Hayes                      | 1                |                    |                    |                             |                     |                       |                       |                | 1        |
| Abingdon Town              |                  |                    |                    |                             |                     |                       | 1                     |                | 1        |
| Hornchurch                 |                  | 1                  |                    |                             |                     |                       |                       |                | 1        |
| Sudbury                    |                  | 1                  |                    |                             |                     |                       |                       |                | 1        |
| AFC Wimbledon              |                  |                    |                    | 1                           |                     |                       |                       |                | 1        |
| Arlesey Town               |                  |                    |                    |                             |                     |                       |                       | 1              | 1        |
| Aveley                     |                  | 1                  |                    |                             |                     |                       |                       |                | 1        |
| Basildon United            |                  |                    |                    |                             | 1                   |                       |                       |                | 1        |
| Bedford Town               |                  |                    |                    |                             | 1                   |                       |                       |                | 1        |
| Bracknell Town             |                  |                    |                    |                             |                     |                       |                       | 1              | 1        |
| Burgess Hill Town          |                  |                    | 1                  |                             |                     |                       |                       |                | 1        |
| Carshalton Athletic        |                  |                    | 1                  |                             |                     |                       |                       |                | 1        |
| Chalfont St Peter          |                  |                    |                    |                             |                     |                       | 1                     |                | 1        |
| Cheshunt                   |                  |                    |                    |                             | 1                   |                       |                       |                | 1        |
| Collier Row                |                  |                    |                    |                             |                     |                       |                       | 1              | 1        |
| Croydon                    |                  |                    |                    | 1                           |                     |                       |                       |                | 1        |
| Dorking                    |                  |                    |                    |                             |                     |                       | 1                     |                | 1        |
| Edgware Town               |                  |                    |                    |                             |                     |                       |                       | 1              | 1        |
| Epsom & Ewell              |                  |                    |                    |                             | 1                   |                       |                       |                | 1        |
| Feltham                    |                  |                    |                    |                             | 1                   |                       |                       |                | 1        |
| Folkestone Invicta         |                  |                    | 1                  |                             |                     |                       |                       |                | 1        |
| Harlow Town                |                  |                    |                    |                             |                     | 1                     |                       |                | 1        |
| Heybridge Swifts           |                  |                    |                    |                             |                     | 1                     |                       |                | 1        |
| Hitchin Town               |                  |                    |                    | 1                           |                     |                       |                       |                | 1        |
| Horsham                    |                  |                    |                    |                             |                     |                       |                       | 1              | 1        |
| Leighton Town              |                  |                    |                    |                             | 1                   |                       |                       |                | 1        |
| Leiston                    |                  | 1                  |                    |                             |                     |                       |                       |                | 1        |
| Leyton Wingate             |                  |                    |                    |                             |                     | 1                     |                       |                | 1        |
| Lowestoft Town             |                  | 1                  |                    |                             |                     |                       |                       |                | 1        |
| Marlow                     |                  |                    |                    | 1                           |                     |                       |                       |                | 1        |
| Metropolitan Police        |                  |                    | 1                  |                             |                     |                       |                       |                | 1        |
| Needham Market             |                  | 1                  |                    |                             |                     |                       |                       |                | 1        |
| Newbury Town               |                  |                    |                    |                             | 1                   |                       |                       |                | 1        |
| Northwood                  |                  | 1                  |                    |                             |                     |                       |                       |                | 1        |
| Oxford City                |                  |                    |                    | 1                           |                     |                       |                       |                | 1        |
| Peacehaven & Telscombe     |                  |                    | 1                  |                             |                     |                       |                       |                | 1        |
| Purfleet                   |                  |                    |                    |                             | 1                   |                       |                       |                | 1        |
| Ramsgate                   |                  |                    |                    | 1                           |                     |                       |                       |                | 1        |
| Collier Row & Romford      |                  |                    |                    |                             | 1                   |                       |                       |                | 1        |
| Southwick                  |                  |                    |                    |                             |                     |                       | 1                     |                | 1        |
| Thame United               |                  |                    |                    |                             | 1                   |                       |                       |                | 1        |
| Tilbury                    |                  |                    |                    |                             | 1                   |                       |                       |                | 1        |
| VCD Athletic               |                  | 1                  |                    |                             |                     |                       |                       |                | 1        |
| Ware                       |                  |                    |                    |                             | 1                   |                       |                       |                | 1        |
| Windsor & Eton             |                  |                    |                    | 1                           |                     |                       |                       |                | 1        |
| Wokingham Town             |                  |                    |                    | 1                           |                     |                       |                       |                | 1        |